# Stege
Stege is een plaats in de Deense regio Seeland, gemeente Vordingborg. De plaats telt 3.835 inwoners (2012). Stege is de grootste plaats op het eiland Møn. De stad is volledig versmolten met Lendemarke. De wijk ligt ten westen van Stege Haven, gescheiden door een korte brug over de smalle zeestraat, die ook de ingang is van Stege Nor.

## Historie

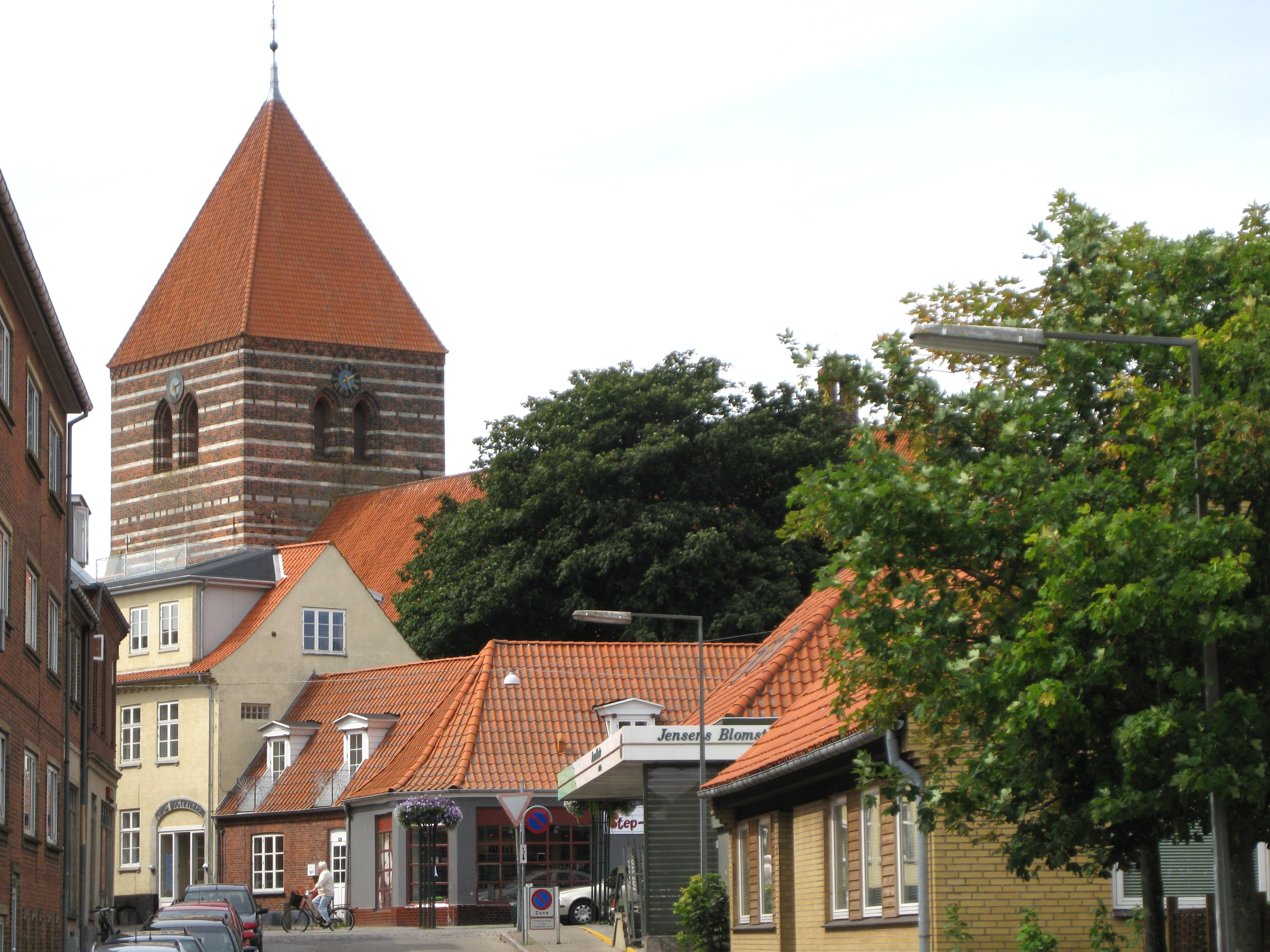
De toren van de Stege Kerk.

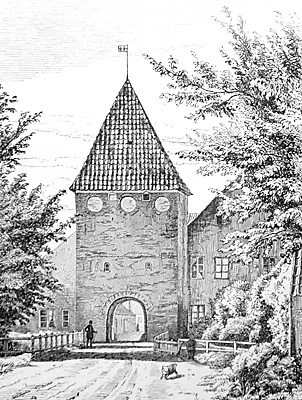
De enige overgebleven poort; Mølleport.

De stad groeide rond het kasteel Stegehus van Valdemar de Grote. Tot 1246 was Jacob Sunesen kapitein op Stegehus, en waarschijnlijk verantwoordelijk voor de bouw van de kerk van Stege. Erik IV van Denemarken hield in 1247 zijn halfbroer Knud van Blekinge gevangen op Stegehus, maar deze werd bevrijd door de Lübeckers. Rond 1252 was een van Lübeckers, de Duitse ridder Henrik Æmeltorp, kapitein van het kasteel en in 1290 nog een Duitse edelman, Hintze Halken Hagen. Stege werd in 1268 onder Erik V van Denemarken een handelsstad.
In 1310 kwam het kasteel weer onder de Kroon, maar door het in pand geven van Denemarken tijdens de koningloze tijd werd Stege bezet door Duitse hypotheek-eigenaars. Waldemar IV van Denemarken loste in 1348 de pand op Møn en Falster af en kreeg het Stegehus weer in bezit. Hij was waarschijnlijk verantwoordelijk voor de uitbreiding van het kasteel. Andere eigenaren van het Stegehus waren Henning Moltke (1323), Fikke Moltke (1362), raadslid Jens Rud (1396-1401), Valdemar Bydelsbak (1419), graaf Vitslav van Eberstein, Erik Aagesen Thott (1457-1464), Laurens Axelsen Thott (1465), Axel Valkendorf (1480), Vincens Iversen Animal (1485), Mogens Goye (1500) en Jørgen Rud (1503).
De wallen rond Stege werden eind 15e eeuw gegraven, en de gracht werd in dezelfde tijd gevuld met water. Er was een muur langs de gracht en drie torens met poorten en een ophaalbrug. De Mølleport (Molenpoort) is bewaard gebleven terwijl de andere twee, bij de Langgade en Rådhusstræde zijn afgebroken.
In 1505 werd het Stegehus beleend aan Donald Bentsen Bille. Onder zijn bestuur kregen de wallen in 1510 het zwaar te verduren toen Lübeck probeerde Stege in te nemen. Dit mislukte, maar Møns tweede stad, Borre, werd verwoest. In 1534 werd het Stegehus veroverd, geplunderd en gesloopt door burgers uit Stege, die Christiaan II van Denemarken steunden. Bille, die Frederik I van Denemarken had gesteund, was op dat moment niet aanwezig. Steges burgers hadden als beloning Ulvshale ontvangen van graaf Christoffel van Oldenburg, echter Christiaan III van Denemarken nam Ulvshale terug en liet alle opstandelingen executeren.
In 1540 werd in Stege de eerste vrouw die in Denemarken was veroordeeld als heks, op de brandstapel gezet.
In 1557 werden Stegehus en Møn verpacht aan Niels Truidsen Ulfstand die het verloor als gevolg van schulden in 1563. Hij kreeg het kort terug in 1566.
Een opmerkelijk proces was de zaak rondom de nieuwe priester Iver Bertelsen in 1567. Hij verloofde zich met de weduwe van de voormalige priester om zich zo de controle over de aanstelling te verzekeren, maar wilde niet met haar trouwen. Hij verwijderde bovendien de duiveluitbanning uit het doopsel. Hij werd daarom ter dood veroordeeld, maar de straf werd later veranderd in levenslange gevangenisstraf en verbeurdverklaring van zijn goederen.
In 1634 was Corfitz Ulfeldt vazal op Stegehus. Toen Ulfeldt werd benoemd tot lid van de Nationale Raad in 1636, trouwde hij met Leonora Christina en woonde op Møn tussen 1636 en 1637. Toen Zweden de aanvallen tegen Denemarken hervatte na de Vrede van Roskilde in 1658, werd Møn in 1659 via Bogø bezet. Møn werd geplunderd, maar Stege ontsnapte aan de ergste verwoesting door het betalen van een bedrag in contanten. Het eiland werd bezet door Zweden tot 1660, en de plundering was het begin van een lange recessie, die ook gevolgen had voor Stege. In 1672 had Stege nog slechts 656 inwoners.
Møn werd in 1664 verpand aan de Nederlander Gabriel Marselis, maar de koning behield de stad.
Twee poorten en een groot deel van de stadsmuur werden afgebroken tussen 1685 en 1697 onder leiding van Samuel Christoph von Plessen, die de materialen hergebruikte voor de bouw van Nygårde (nu landhuis Marienborg).
Stege was de eerste stad met een vrouwelijke burgemeester in Denemarken, Eva Marie Madsen (Radikale Venstre), die burgemeester was van 25 januari 1950 tot 14 maart 1950.
Tijdens de bouw van een nieuwe school in de stad in het midden van de jaren 90 werden tijdens de opgraving sporen van huizen gevonden die door archeologen van het Sydsjællands Museum werden geïdentificeerd als huizen uit het Neolithicum. De huizen stonden duidelijk in de zandige ondergrond, waar je sporen kon zien van muren en grote pilaren die het dak droegen. In een van de huizen waren er ook sporen van een open haard. Morten Flyvebom en Lars Larsen hebben vervolgens een van de huizen gereconstrueerd. Het huis is nu een beetje vervallen, maar geeft nog steeds een idee van hoe het eruitzag in het Neolithische tijdperk.

## Bezienswaardigheden

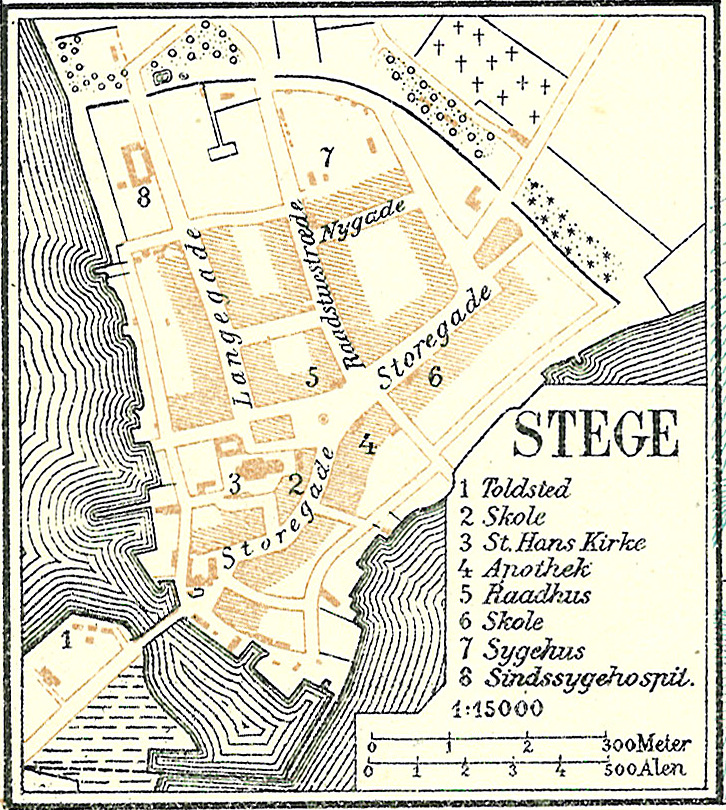
Een plattegrond van Stege uit 1900.

Een plattegrond uit 1900 laat zien dat Mølleporten een van de drie poorten uit het oude vestingwerk was. De eerste vermelding is in 1531 in het stadsboek van Stege, maar de poort dateert waarschijnlijk uit het einde van de 15e eeuw. Naast de Mølleport is er Empiregården, een koopmanshuis uit 1813, dat sinds 1958 ruimte biedt aan Møn's Museum.
Bij de kerk van Stege staat een oud gymnasium met metselwerk uit de 15e eeuw. Op het plein is Kammerrådgården, een geel-gepleisterd koopmanshuis uit 1770 gebouwd door wethouder Puttfercken. In 1881 nam het koopmansgeslacht Carøe het eigendom over. Er tegenover ligt de voormalige apotheek, een neoklassiek gebouw uit 1799. Het voormalige stadhuis, gelegen aan het plein, is ontworpen door M.G.B. Bindesbøll in renaissance-stijl. Aan het plein staat tevens een gebouw dat volgens de tekst op de gevel vroeger dienstdeed als de spaarbank van Møn.
Aan de haven liggen het koopmanshuis Hages Gård uit 1799 en een tolhuis uit 1848 (nu toeristenkantoor). Aan de westelijke kant van de haven, richting  \Lendemarke, openden in 1884 de "Deense suikerfabrieken". Het fabrieksgebouw biedt nu aan een verscheidenheid van kleine bedrijven onderdak.
Stegeborg werd opgegraven in de jaren 80 in verband met de aanleg van het havengebied, maar er is op dit moment niets te zien van Stegeborg. De stadswallen van Stege worden bewaard als de enige middeleeuwse stadswallen van Denemarken. Stege is gelegen op een landengte en de vestingwerken beschermden destijds de stad aan de landzijde in het noordoosten van kust tot kust.